# Marko Tanasković
Marko Tanasković (serbisch-kyrillisch Марко Танасковић; * 6. Juni 1985 in Jagodina) ist ein gebürtiger serbischer Handballspieler, der mittlerweile die österreichische Staatsbürgerschaft besitzt.

## Karriere
Marko Tanasković begann seine aktive Profi-Karriere 2003 mit nur 18 Jahren bei RK Roter Stern Belgrad. Nach nur einer Saison bei den Serben wechselte er ins Ausland nach Schweden zum IFK Ystad. Nachdem er vier Jahre für die Nordländer gespielt hatte, wurde ein Wechsel zum SC Magdeburg durch eine schwere Knieverletzung verhindert. Erst nach einer langen Pause konnte er 2010 in seiner Heimat bei Smederevo wieder für eine halbe Saison spielen. Dadurch wurden einige Vereine auf ihn aufmerksam, unter anderem der HC Hard, zu dem er nach einem medizinischen Test auch wechselte. Mit den Vorarlbergern konnte er 2011/12, 2012/13, 2013/14, 2014/15 und 2016/17 den Staatsmeistertitel in der Handball Liga Austria und 2013/14 sowie 2017/18 den ÖHB-Cup gewinnen. Nach der Saison 2017/18 wurde sein Vertrag bei den Vorarlbergern nicht verlängert. Im Sommer 2018 wurde Tanasković von der Union Leoben verpflichtet. Für die Saison 2019/20 wurde der Rückraumspieler vom HC Bruck für die spusu Challenge verpflichtet. 2020/21 sollte Tanasković eigentlich für den HC Hohenems in der Landesliga Baden-Württemberg auflaufen wurde dann aber vor dem ersten Ligaspiel an Bregenz Handball verliehen, da sich Ante Ešegović eine schwere Verletzung zuzog. Mit den Vorarlbergern konnte er sich 2021/22 den ÖHB-Cup sichern.

## Trainer
Im März 2023 übernahm Tanasković gemeinsam mit Markus Rinnerthaler das Traineramt bei Bregenz Handball.

## HLA-Bilanz
| Saison    | Verein        | Spielklasse | Tore | 7-Meter    | Feldtore |
| --------- | ------------- | ----------- | ---- | ---------- | -------- |
| 2010/11   | Alpla HC Hard | HLA         | 146  | 4/5        | 142      |
| 2011/12   | Alpla HC Hard | HLA         | 85   | 1/2        | 84       |
| 2012/13   | Alpla HC Hard | HLA         | 136  | 0/0        | 136      |
| 2013/14   | Alpla HC Hard | HLA         | 83   | 0/0        | 83       |
| 2014/15   | Alpla HC Hard | HLA         | 48   | 0/0        | 48       |
| 2015/16   | Alpla HC Hard | HLA         | 46   | 0/0        | 46       |
| 2016/17   | Alpla HC Hard | HLA         | 143  | 0/0        | 143      |
| 2017/18   | Alpla HC Hard | HLA         | 103  | 0/0        | 103      |
| 2010–2018 | gesamt        | HLA         | 790  | 5/7 (71 %) | 785      |

## Erfolge
- Alpla HC Hard
  - 5× Österreichischer Meister 2011/12, 2012/13, 2013/14, 2014/15, 2016/17
  - 2× Österreichischer Pokalsieger 2013/14, 2017/18
- Bregenz Handball
  - 1× Österreichischer Pokalsieger 2021/22